# Mentale representatie
Een mentale representatie is een weergave van kennis over de wereld in je hersenen. Het is onderdeel van hoe de  hersenen kenmerken detecteren, opslaan, verwerken en gebruiken om te begrijpen, herkennen en reageren op de omgeving. 

## Algemeen
Representaties kunnen worden gebruikt bij waarnemen, denken en handelen (actieve representaties), of liggen opgeslagen in het langetermijngeheugen.  Er bestaan verschillende vormen van representaties. Representaties worden vaak vernoemd naar de functie waarvoor ze gebruikt worden. Zo zijn er visuele representaties (het gezicht van grootmoeder) en ruimtelijk representaties (het onthouden van een bepaalde route op weg naar het werk). Motorische representaties spelen een rol bij het onthouden en uitvoeren van bepaalde bewegingspatronen, zoals een beweging van onze arm in een specifieke richting, of het imiteren van een bepaalde beweging of gelaatsexpressie. Ook spraak berust op een intern plan dat helpt om woorden en klanken in de juiste volgorde uit te spreken.

## Representaties en hersenen
In de neurowetenschap wordt niet alleen onderzocht welke informatie de hersenen detecteren (kenmerkdetectie) maar ook hoe deze informatie beschikbaar is in netwerken van zenuwcellen. Over dit laatste bestaan globaal gezien twee opvattingen: lokale codering en ensemblecodering.

### Kenmerkdetectie
Jerome Lettvin heeft in 1950 een vliegdetector-cel aangetoond in het netvlies van de kikker, welke reageert wanneer kleine, donkere objecten het gezichtsveld binnendringen, stoppen en vervolgens met tussenpozen bewegen.  Doris Tsao en Le Chang hebben in 2017 bij apen complexere cellen gevonden die op gezichtskenmerken zoals de afstand tussen de twee ogen reageren. Een groep van deze cellen reageerde op een manier die specifiek is voor een bepaald gezicht, zoals het gezicht van je grootmoeder.

### Lokale codering
Lokale codering wil zeggen dat alle informatie in een enkele zenuwcel is vastgelegd.
Lokale codering lijkt niet zo’n efficiënte strategie van de hersenen om voorstellingen van complexe objecten op te slaan. In de eerste plaats is deze opslag kwetsbaar: als de cel sterft, gaat ook de representatie of het geheugenbeeld verloren. In de tweede plaats is het kostbaar, er bestaan vermoedelijk te weinig zenuwcellen om de enorme hoeveelheid gegevens of ervaringen in het leven van de mens te kunnen opslaan. Er is immers voor elke object een aparte representatie en dus zenuwcel nodig.

### Ensemblecodering
Ensemblecodering wil zeggen dat de voorstelling van een complex object, zoals een hand of een gezicht, in een hele populatie of ensemble van zenuwcellen is opgeslagen. Verschillende details van het gezicht van grootmoeder, zoals oor, neus, contouren van haar gezicht en kleur van haar zijn daarbij op aparte locaties in een netwerk van de hersenen opgeslagen. Bovendien bevinden zich op deze locaties meer complexe zenuwcellen, hogere-ordeneuronen. Een bijzondere eigenschap van deze neuronen is dat zij veel minder selectief zijn dan cellen in de primaire hersengebieden.

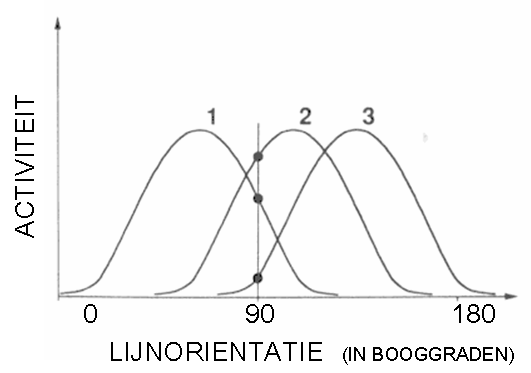
Voorbeeld van grove codering. Horizontaal: lijnoriëntatie, verticaal: activiteit (vuurfrequentie) van drie denkbeeldige zenuwcellen. Elke cel vuurt bij meerdere oriëntaties van een lijnstuk. Er zijn drie zenuwcellen nodig om een verticale lijn te kunnen waarnemen. Cel 2 vertoont grootste activiteit, cel 1 een kleinere en cel 3 de kleinste activiteit

Zij hoeven dus ook niet specifiek te zijn voor het herkennen van het gezicht van grootmoeder, maar kunnen ook gaan vuren bij het zien van het gezicht van grootvader, Mahatma Gandhi of zelfs een landschap. Of in het voorbeeld van het lijnstuk: bij het waarnemen van een verticale lijn vuren niet een, maar meerdere cellen. Het is een grove codering. De waarneming of herkenning van het gezicht van grootmoeder is volgens de ensembletheorie afhankelijk van het totale patroon van responsen in de totale populatie. Vooral in de slaapkwab van de hersenen blijken zich vele van dergelijke neuronen te bevinden.
Ensemblecodering heeft twee grote voordelen. Ten eerste zijn de afzonderlijke zenuwcellen multi-inzetbaar, zij kunnen voor meerdere doeleinden worden gebruikt. Verschillende combinaties van zenuwcellen in het netwerk produceren nieuwe representaties. Ten tweede heeft het verdwijnen of sterven van enkele cellen geen nadelig effect op herkenning van het object, er blijven immers altijd genoeg cellen over om het patroon te kunnen waarnemen, of de herinnering te bewaren. De ensemblecoderingstheorie maakt ten slotte ook begrijpelijk waarom verschillende voorwerpen soms met elkaar verward worden. Dit komt doordat bij de waarneming van twee verschillende objecten veel identieke zenuwcellen worden geactiveerd.

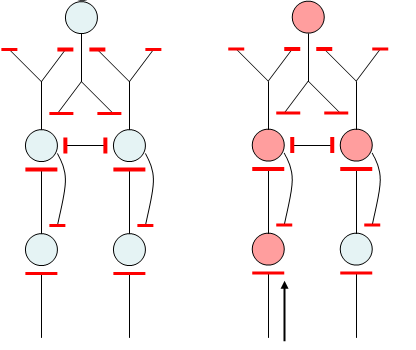
Voorbeeld van een eenvoudig netwerk. Links: een passief netwerk met de gewichten tussen verbindingen (synapsen) in rood weergegeven. Rechts: input van een enkel inputneuron (linksonder) activeert het grootste deel van het netwerk

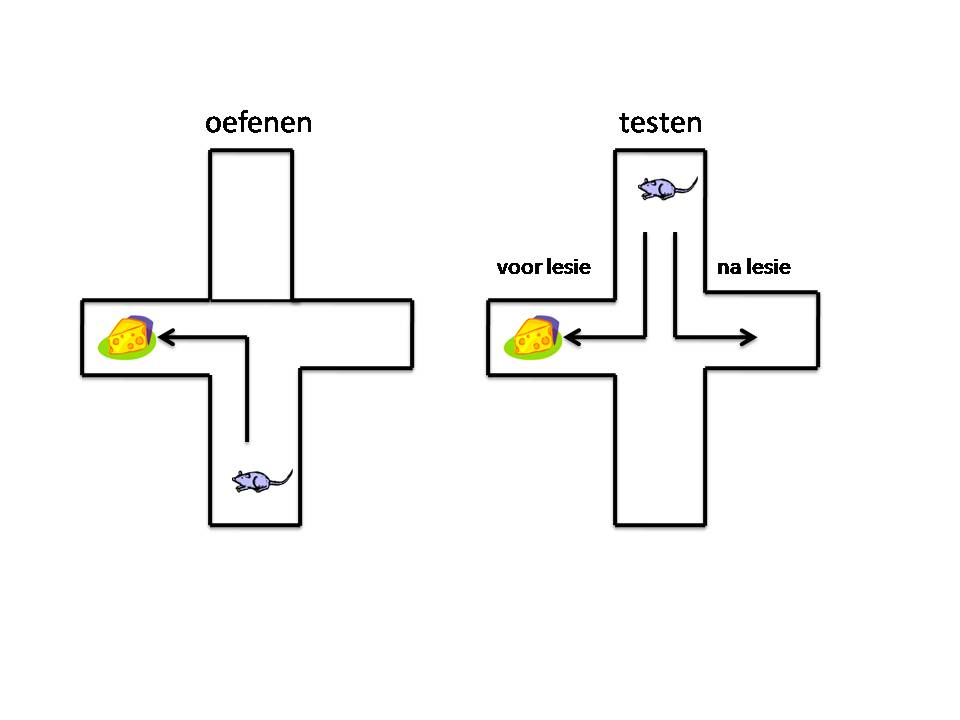
Spatiële representatie bij de rat. De rat leert het voedsel vinden op de juiste ruimtelijke locatie (eerst de linker- dan de rechterroute). Na een laesie van de hippocampus kiest de rat weer de linkerroute

## Representaties en netwerken
Kennis is vastgelegd in netwerken van zenuwcellen in de hersenen. Deze kennis kan bijvoorbeeld betrekking hebben op ruimtelijke eigenschappen (waar een voorwerp zich bevindt) of niet-ruimtelijke eigenschappen van objecten (zoals kleur, vorm, beweging e.d.). Een voorbeeld van een eenvoudig netwerk wordt in de figuur hiernaast gegeven. Het voorbeeld toont verschillende soorten verbindingen of banen tussen de neuronen in het netwerk. Zo zijn er opstijgende (afferente), afdalende of terugkerende (feedback), en parallelle banen. Een netwerk kan in een passieve toestand verkeren, zoals het geval is bij het langetermijngeheugen. In passieve toestand blijft de sluimerende kennis behouden in de vorm van de configuratie van gewichten van de verbindingen in het netwerk. Een ander woord hiervoor is: sterkte van de synapsen. Het netwerk kan ook in een actieve toestand verkeren, bijvoorbeeld als een prikkel uit de buitenwereld het netwerk activeert of als informatie moet worden opgezocht. De actieve toestand komt tot uiting in het patroon van activaties in het netwerk. De input van één enkel neuron kan voldoende zijn om alle neuronen in het netwerk te laten vuren. Een dergelijk activatiepatroon kan vanwege het tijdelijk karakter ook gezien worden als een manifestatie van het kortetermijngeheugen.

## Geheugen als relationele code
Joaquin Fuster beschouwt kennis die is vastgelegd de hersenen als een relationele code, dat wil zeggen als een patroon van specifieke associaties die door leerprocessen in netwerken van zenuwcellen of clusters van zenuwcellen (modulen) zijn gevormd. Dergelijke integratieve entititeiten of cognits kunnen zowel perceptieve als executieve (actie) elementen bevatten. Perceptieve elementen bevinden zich vooral in posterieure cortex, executieve elementen in de anterieure cortex.

## Ruimtelijke en object representaties
Onderzoek bij ratten toont aan dat zich in de hippocampus een representatie van de ruimtelijke omgeving, een ruimtelijke kaart bevindt. Ratten met laesies van de hippocampus zijn niet meer in staat de weg te vinden in doolhoven. Er zijn aanwijzingen dat zich ook in de hippocampus van mensen plaatscellen bevinden. Dat zou vooral gelden voor de rechterhippocampus. Ook de pariëtale kwab is betrokken bij de vorming van ruimtelijke representaties die de interactie met de omgeving vergemakkelijken (bijvoorbeeld in de vorm van grijpen en reiken naar voorwerpen). De pariëtale kwab maakt deel uit van de waar-route in het visuele systeem, die dorsaal (aan de rugzijde) loopt van de posterieure cortex. Laesies in dit gebied kunnen gepaard gaan met het verschijnsel neglect; een onvermogen objecten te herkennen in de ruimte contralateraal (tegenover) de plaats van de laesie. De temporale kwab daarentegen is meer betrokken bij de herkenning van objecten. Gebieden in de cortex temporalis inferior maken deel uit van de wat-route in het visuele systeem. Informatie is hier zodanig gecodeerd dat voorwerpen of objecten (bijvoorbeeld gezichten, bekende voorwerpen) worden herkend ondanks verschillende ruimtelijke oriëntatie of belichting. Dit verschijnsel staat bekend als objectconstantie. Bij beschadiging van het gebied kan visuele agnosie optreden; een onvermogen om objecten te herkennen of te benoemen.